# Гапєєв Олександр Олександрович
Олександр Олександрович Гапєєв (* 6 серпня (18 серпня) 1881, м. Кроми, Орловська губернія — † 26 липня 1958, Москва) — радянський геолог-вугільник, доктор геолого-мінералогічних наук (1934), професор (1920), заслужений діяч науки і техніки РРФСР. Лауреат Сталінської премії.

## Життєпис
У 1910 році з відзнакою закінчив Петербурзький гірничий інститут.
Після закінчення інституту працював нештатним геологом у Геологічному комітеті. З 1908 року займався під керівництвом Л. І. Лутугіна вивченням вугільних родовищ Донбасу. У 1914—1919 досліджував Кузбас і визначив його, як найбільший вугільний басейн Росії.
З 1920 професор і з 1923 - директор Уральського гірничого інституту. З 1926 року професор Московської гірничої академії, потім - з 1930 по 1948 роки - професор Московського гірничого інституту і у 1948—1954 рр. - Московського геологорозвідувального інституту.
Основні наукові праці стосуються вивчення геологічної будови і промислової оцінки вугільних родовищ Донбасу, Кузбасу, Екібастузу, Сахаліну, Караганди, Уралу, Приіртишшя. Автор праць з класифікації вугілля і запасів твердих корисних копалин. Проведені під його керівництвом у 1930—1938 роках розвідувальні роботи висунули Караганду на місце третьої вугільної бази СРСР. Автор 81 друкованих наукових праць.

## Нагороди
- Сталінська премія I ступеню (1948) за геологічні дослідження, що забезпечили відкриття нових дільниць коксівного вугілля у Карагандинському вугільному басейні.
- Орден Трудового Червоного Прапора.
- Орден Леніна.
- Медаль «За доблесну працю у Великій Вітчизняній війні 1941—1945 рр.».

У місті Караганда є вулиця Гапєєва.